# Colluricincla umbrina
Colluricincla umbrina é uma espécie de ave da família Colluricinclidae.
Pode ser encontrada nos seguintes países: Indonésia e Papua-Nova Guiné.
Os seus habitats naturais são: regiões subtropicais ou tropicais húmidas de alta altitude.